# Mentocrex beankaensis
Mentocrex beankaensis (лат.) — вид птиц семейства Sarothruridae отряда журавлеобразных. Птица среднего размера с каштановым и оливково-коричневым оперением с серой маской на головоке и белым пятном на горле, которая обитает на очень маленьком ареале в центре Мадагаскара. Международный союз охраны природы относит M. beankaensis к видам, близким к уязвимому положению, его общая численность оценивается в 2500—9999 взрослых особей.
Вид был описан в 2011 году Стивеном Майклом Гудманом, Мэри Джин Рахерилалао и Николасом Блоком. Международный союз орнитологов не выделяет подвидов.

## Описание
M. beankaensis — птица среднего размера с телом длиной около 30 см; длина крыла одного взрослого самца составила 142 мм, хвоста — 65 мм, цевки — 46,1 мм, клюва — 27,1 мм. Предположительно, половой диморфизм отсутствует.
Голова от лба к затылку, а также уздечка — область между глазом и клювом — у птиц тёмные, дымчато-серые или серо-коричневый, немного пёстрые; кроющие перья ушей и голова спереди (от глаза до скул) — тёмные коричнево-рыжие; шея и оперение сзади светло-коричневые с оливковым оттенком, более светлые в нижней части спины. Маховые перья черноватые со светлыми полосами на внутренней стороне, при этом на самых внутренних второстепенных и третьестепенных маховых перьях внутренний цвет пера коричневый. Под клювом и на горле кремово-белое пятно с узкой тёмной каймой. Передняя часть шеи, верх груди и боков тёмные коричнево-рыжие, центральная часть глиняного цвета с тёмно-коричневым или оливковым оттенком; на боках тёмно-коричневые и светло-охристые пятна. Подхвостье полосатое с желтовато-коричневыми и коричнево-рыжими полосами. Радужка глаза красновато-каштановая, клюв светлый голубовато-серый с кончиком цвета слоновой кости; основание надклювья тёмное. Ноги черноватые.
Хотя сравнение проводилось только для одной известной особи, Mentocrex beankaensis заметно крупнее мадагаскарского серогорлого пастушка (Mentocrex kioloides) и обладает более тёмным оперением с менее однородной расцветкой лба и уздечки. Молодые птицы описаны не были.
Вокализация Mentocrex beankaensis не была описана.

## Распространение
Вид является эндемиком Мадагаскара и распространён в равнинной местности в западной части центральных районов острова. Его ареал, площадью 5400 км², частично включает горные массивы Бемараха (Bemaraha Massif) и Беанка (Beanka Massif). На северной части Бемараха расположен строгий природный заповедник Цинги-де-Бемараха, а на южной — одноимённый национальный парк.
M. beankaensis предпочитает селиться на «цингах» (англ. tsingy) — известковых карстах со скалистыми вершинами на высоте 100—320 м над уровнем моря. Единственный известный экземпляр был найден в каньоне с сухим лиственным лесом около обнажённой скалы. Обычно этот вид встречается на более низких высотах, чем обитающий в по соседству в бассейне реки Самбирано мадагаскарский серогорлый пастушок. Ведёт оседлый образ жизни. Авторы таксона отметили, что высота деревьев в долине достигала 20 м.
Международный союз охраны природы относит вид к видам, близким к уязвимому положению (NT). Ввиду очень ограниченного ареала с предположительными размерами 125 на 5 км, общая численность вида также незначительна. Согласно исследованиям в горах Беанка плотность птиц составляет 4,7 особи на км², таким образом общая численность оценивается в 2500—9999 взрослых особей. Эти территории ранее не привлекали особого внимание в силу их труднодоступности и плохого качества почвы. В 1980-е годы из-за деятельности нефтяников доступ к некоторым частям ареала был облегчён. Несмотря на природоохранные зоны, территория не патрулируется должным образом, постепенно происходит переход земли под пастбища, заготовка древесины и вырубка лесных ресурсов по другим причинам. Чтобы стимулировать рост травы и расчистить тропы в заповедниках разводят костры. Учёные отмечают, что на севере ареала карст заселён бандитами, которые ловят птиц и лемуров для пропитания.

## Питание
M. beankaensis — очень скрытная птица, особенности её рациона неизвестны. Желудок единственного обнаруженного экземпляра был пуст.

## Размножение
Информация о размножении вида отсутствует. Учёным известен лишь один экземпляр птенца в пуховом оперении. Радужка глаза у него тёмно-коричневая, клюв чёрный с более светлым кончиком, ноги коричневато-чёрные. Авторы таксона посчитали птенца идентичным той иллюстрации, которая включена в опубликованную американским орнитологом Сторрсом Лавджоем Олсоном в 1973 году работу по исследованию пастушковых (Rallidae).

## Систематика
Отмечаемых на известковых карстах птиц многие учёные предлагали считать подвидом M. kioloides или даже отдельным видом, основываясь на довольно большом расстоянии между этими популяциями и на разнице в цвете оперения. Вместе с тем, учёным не удавалось получить ни одного экземпляра птиц, чтобы провести необходимые исследования. Взрослый самец был обнаружен 31 октября 2009 года в лесах горного массива Беанка в округе Майнтирану провинции Махадзанга на высоте 320 м над уровнем моря. Птенец был обнаружен 4 декабря 2001 года в национальном парке Цинги-де-Бемараха. На основании этих двух экземпляров в 2011 году Стивен Майкл Гудман (Steven Michael Goodman), Мэри Джин Рахерилалао (Marie Jeanne Raherilalao) и Николас Блок (Nicholas L. Block) описали вид Mentocrex beankaensis. Видовое название восходит к названию леса, в котором был обнаружен голотип — Беанка. При этом само название леса отражает большое количество обитающих в нём мадагаскарских ушастых сов(Asio madagascariensis); be на малагасийском языке означает много, а hanka — местное название совы. В 1846 году британский зоолог Джордж Роберт Грей описал Corethrura griseifrons , который позднее был назван синонимом мадагаскарского серогорлого пастушка; некоторые детали в расцветке оперения относят его к номинативному подвиду этого вида, таким образом, это видовое название не может использоваться для нового вида. Более полные исследования взаимоотношений внутри рода невозможны из-за очень малого количества материала, особенно с северных частей ареала. В своём исследовании Годман с соавторами рассматривали пять экземпляров M. k. kioloides, четыре экземпляра M. k. berliozi и два экземпляра M. beankaensis. В 2019 году Александер Боаст (Alexander P. Boast) с соавторами на основе молекулярных исследований предположили, что разделение M. kioloides и M. beankaensis произошло 3,4 млн лет назад (0,87—6,6 млн лет назад), подтвердив таким образом выделение последнего в отдельный вид.
Некоторые учёные относили Mentocrex beankaensis, как и Mentocrex kioloides, к роду Canirallus. Вместе с тем, исследования Боаста и соавторов показали, что род Canirallus находится в глубине филогенетического дерева пастушковых и не является родственным Mentocrex. Международный союз охраны природы продолжает относить птиц к семейству пастушковых.